# Vesto Slipher
Vesto Melvin Slipher, född den 11 november 1875 i Mulberry, Indiana, död den 8 november 1969 i Flagstaff, Arizona, var en amerikansk astronom. Hans bror Earl C. Slipher var också astronom.
Slipher förvärvade sin doktorsgrad vid Indiana University 1909. Han tillbragte hela sin karriär vid Lowellobservatoriet i Flagstaff, där han befordrades till biträdande föreståndare 1915, tillförordnad föreståndare 1916 och föreståndare 1926. Han gick i pension 1952.
Slipher använde spektroskopi för att undersöka planeternas rotationsperioder och sammansättningen av planeternas atmosfärer. År 1912 var han den förste som observerade ändringar i galaxers spektrallinjer, något som gjorde honom till upptäckaren av galaktisk rödförskjutning.
Slipher var ledamot av American Academy of Arts and Sciences och av American Association for the Advancement of Science.

## Utmärkelser
Han tilldelades Lalandepriset 1919, Henry Draper-medaljen 1932, Royal Astronomical Societys guldmedalj 1933 och Bruce-medaljen 1935.
Nedslagskratern Slipher på månen är uppkallad efter Vesto och Earl Slipher, liksom asteroiden 1766 Slipher. Nedslagskratern Slipher på planeten Mars har fått sitt namn efter Vesto Slipher ensam.